# 九里幾久雄
九里 幾久雄（くのり いくお、1932年 - ）は、日本の歴史学者。専門は西洋史。浦和大学名誉教授、学校法人九里学園理事長、新しい歴史教科書をつくる会理事を務める。

## 人物
埼玉県立浦和高等学校卒業。東京大学文学部西洋史学科卒業。林健太郎に師事。1974年から1978年まで埼玉県教育委員会の指導主事をつとめる。この間、文部省の委員会で学習指導要領や教科書検定基準の選定に参画する。1984年より、埼玉県立上尾高等学校、埼玉県立戸田高等学校校長を歴任。1990年より、浦和短期大学経営科教授・私立浦和実業学園高等学校校長に就任。